# Why'd You Come in Here Lookin' Like That
Why'd You Come in Here Lookin' Like That  es una canción de género 
country  escrita por Bob Carlisle y Randy Thomas , y grabada por la artista estadounidense Dolly Parton. Se lanzó en abril de 1989 como el primer sencillo del álbum White Limozeen. La canción fue el 22.º número uno de Parton en la lista country. El sencillo estuvo en el número uno durante una semana y permaneció 20 semanas en la lista. 
La canción fue grabada a dúo por Jill Johnson y Nina Persson, que recibió mucha difusión en Sveriges Radio P4.

## Personal
- Dolly Parton - voz
- Mark Casstevens, Steve Gibson, Albert Lee — guitarra
- Mike Brignardello — bajo
- Eddie Bayers — batería
- Barry Beckett — piano
- Béla Fleck – banjo
- Jo-El Sonnier - Acordeón cajún
- Ricky Skaggs — guitarra acústica, mandolina, violín, triángulo, armonía vocal
- Curtis Young — armonías vocales[2]

## Posiciones en lista
| Lista (1989)                       | Máxima Posición |
| ---------------------------------- | --------------- |
| Canadá (RPM Country Tracks)        | 1               |
| Estados Unidos (Hot Country Songs) | 1               |

### Listas de fin de año
| Lista (1989)                 | Posición |
| ---------------------------- | -------- |
| Canada Country Tracks (RPM)  | 2        |
| US Country Songs (Billboard) | 43       |